# Reino de Samudra Pasai
El Reino de Samudra Pasai o Samudera Pasai fue un reino musulmán que se creó a partir de la unión de dos regiones: Samudra (en sánscrito océano) y Pasai, en la costa. Se ubicó en la costa norte de Aceh, en el norte de la isla de Sumatra, en Indonesia fundándose a partir de la anexión de los territorios de Samudrya y Pasai. Ambas regiones se encontraban unidas a través de Merah Silu.

## Historia

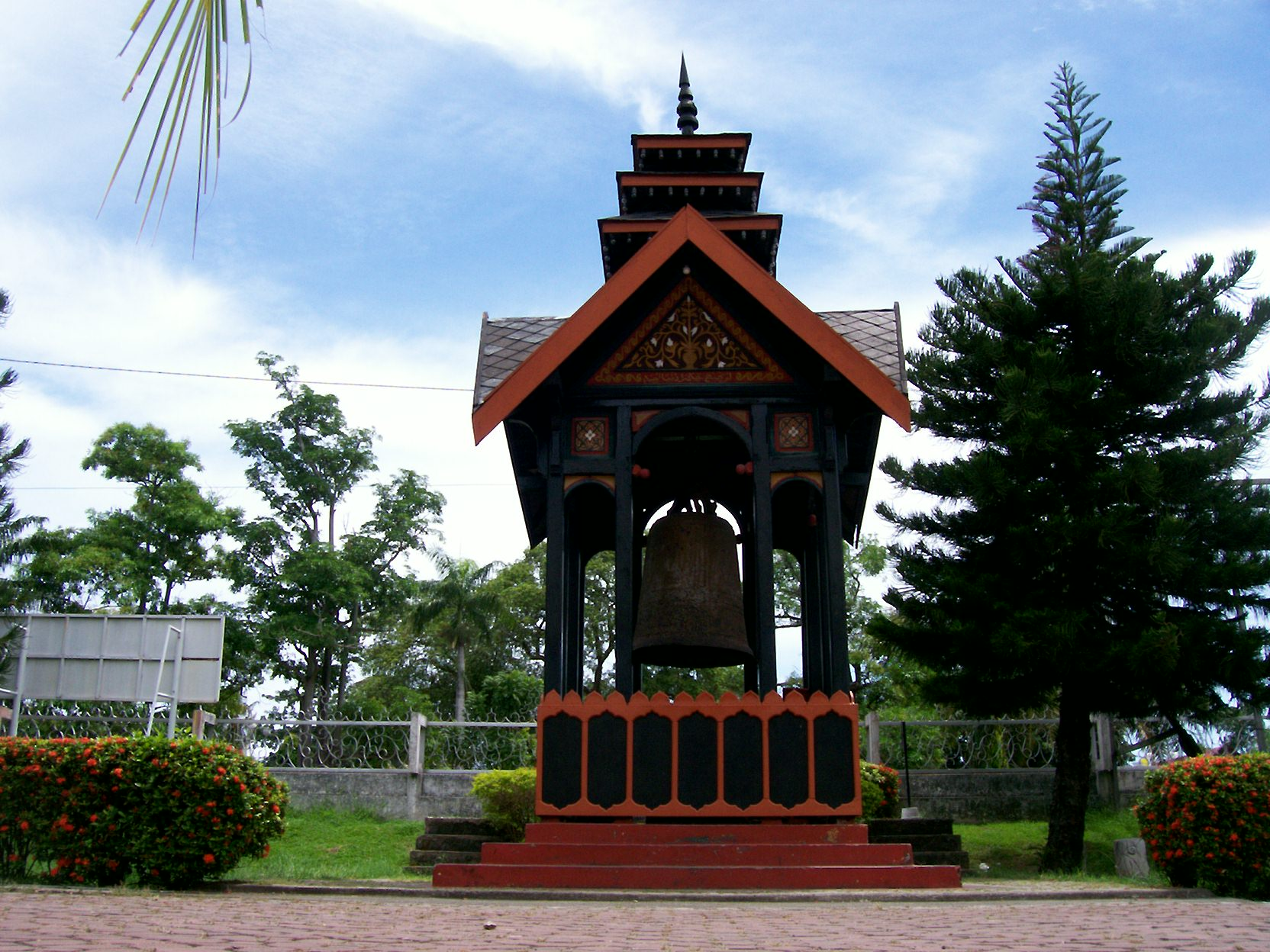
Chacra Donya una estupa con campana, regalo de China al reino de Samudra Pasai en el año 1409.

En 1267 Aceh contaba con un reino islámico denominado Samudra Pasai. Durante el resto del siglo xiii, Samudra Pasai prosperó gracias al comercio de especias.
El centro administrativo se ubicaba en Pasai, siendo su principal negocio la pimienta, lo que hizo conocida la región entre los comerciantes de Europa y Asia. Aparte de la pimienta, el reino de Samudra Pasai también se dedicaba a la cría del ganado y la producción de queso, entre otros negocios.
La ubicación de Samudra Pasai se encontraba en un lugar estratégico ya que se encontraba en el Estrecho de Malaca, en la ruta del comercio internacional a través del Océano Índico, entre la Península arábiga, India y China.
Los negocios evolucionaron favorablemente mientras gobernó el sultán Malik al Tahir II, gracias a la protección armada del comercio, garantizando la seguridad y el bienestar de los comerciantes de Samudra Pasai.
El crecimiento económico tuvo un fuerte impacto entre los habitantes de Samudra Pasai, caracterizado por la unidad y la tolerancia con la enseñanza del Islam venido con mercaderes de la India hasta que en el siglo xiv se convirtió en el principal centro de divulgación de la fe islámica del Sudeste Asiático.
Malaca también evolucionó y se convirtió en un reino musulmán debido a las buenas relaciones con Samudra Pasai produciéndose, entre otras cosas, la boda entre un príncipe de Samudra Pasai con una princesa del reino de Malaca, llegando a ser este reino el inicio del dominio islámico en Indonesia.
Samudra Pasai continuó desarrollándose como puerto importante de la navegación y el comercio hasta el siglo xvi.
A finales del siglo xvi, Samudra Pasai pasó al control del Sultanato de Aceh.
En la actualidad se pueden contemplar numerosos monumentos del antiguo reino en las ciudades de Lhokseumawe y Aceh, como la Chacra Donya, una estupa con una campana fabricada en China, regalo del almirante Zheng He en el año 1409.